# 山東省 (中華民國)
山東省，為中華民國延續清朝制度所設置的22省之一，為華北六省之一。簡稱為「魯」。

## 省名由來
以在太行山之東而得名。1168年（金朝大定八年）設置了山東東路、山東西路統軍司，「山東」一詞從此做為一個正式行政區劃的名稱開始使用。

## 管轄範圍

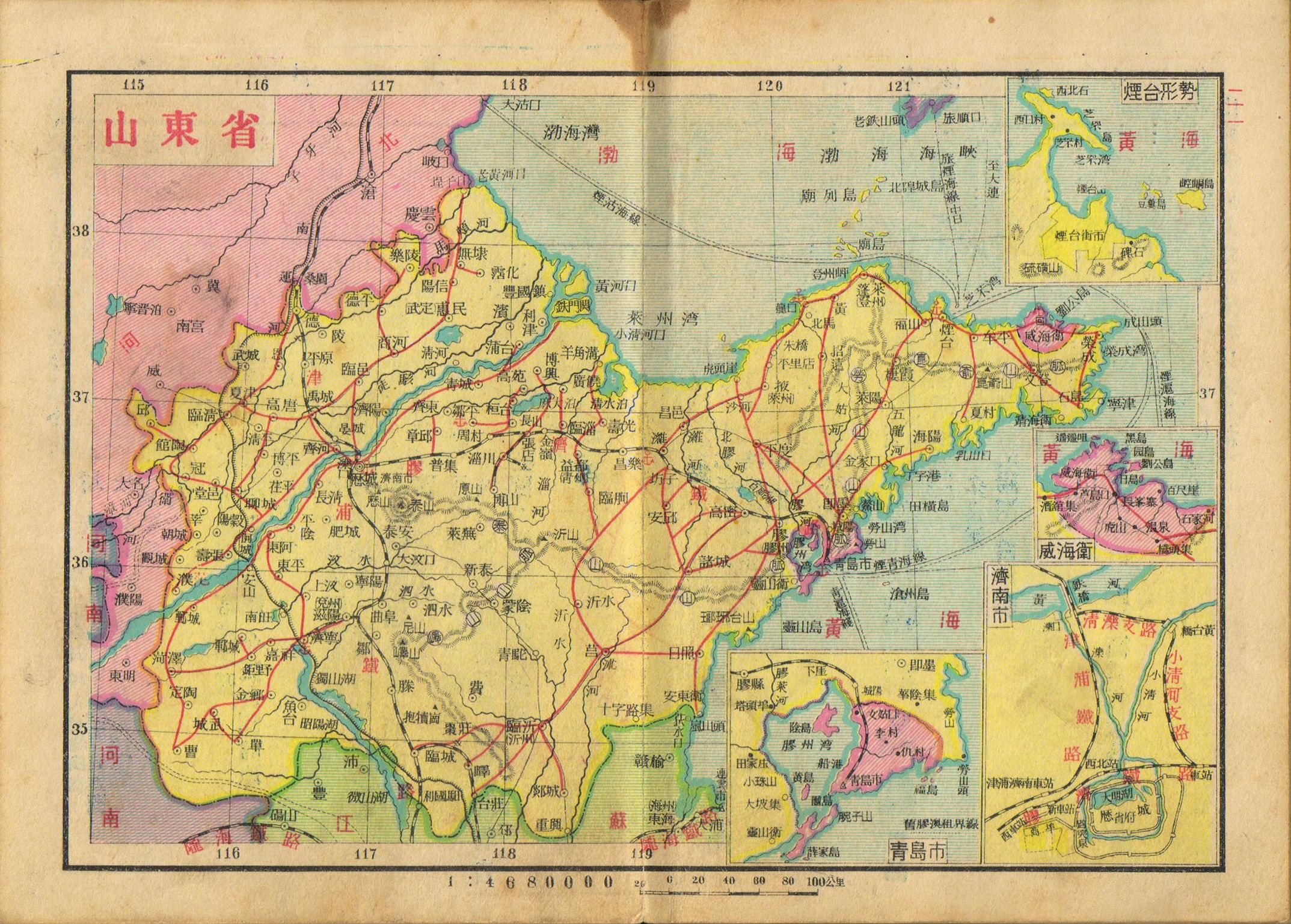
亞新地學社1936年《袖珍中華全圖》的山東省地圖

中華民國山東省繼承自清代，其管轄範圍大致与今大陸地區的山東省相同（不含青島市、東明縣），及河南省范縣、台前縣。位置東濱黃海，西邻河南省，北鄰河北省，南邻江蘇省，东南一隅为青島市。1947年（民國36年），全省土地面積為146 736平方千米。

## 人口
以下依據中華民國實業部《中國經濟年鑑》（1934年出版）、內政部統計司編《民國十七年各省市戶口調查統計報告》（1931年出版）、主計處統計局編《中華民國統計提要》（1940年出版）、中華民國年鑑社編《中華民國年鑑》（1952年出版，頁19-21）所提供的人口數據： 
| 調查年代       | 戶數      | 人口       | 男性       | 女性       | 每戶平均人口 | 性別比例 |
| -------------- | --------- | ---------- | ---------- | ---------- | ------------ | -------- |
| 1912年         | 5,632,000 | 30,989,000 | 16,477,000 | 14,512,000 | 5.48         | 113.10   |
| 1928年         |           | 28,672,000 |            |            |              |          |
| 1936年至1937年 | 7,042,000 | 38,100,000 | 19,424,000 | 17,653,000 | 5.41         | 115.57   |
| 1947年         | 7,340,000 | 38,865,000 | 19,334,000 | 19,530,000 | 5.29         | 99.00    |

據中華民國內政部戶政司於1990年（民國79年）臺閩地區戶口及住宅普查報告，臺閩地區籍貫為山東省的人數為28萬3173人，佔非臺灣省籍269萬4917人口當中的10.5%。

## 歷史沿革

### 民國初期

#### 袁氏時期
1911年（宣統3年）爆發辛亥革命後，山東省各界聯合會會長夏繼泉說服山東巡撫孫寶琦宣布山東獨立，任山東都督，後又取消獨立，由張廣建兼署山東巡撫兼提督。11月12日，煙台革命黨人舉行起義成功，成立煙台臨時軍政府。1912年（民國元年）2月，胡瑛被孫中山任命為山東都督，在煙台組織山東軍政府。胡瑛就任後，將煙台作為山東臨時省府駐地。南北議和成功後，臨時大總統袁世凱於3月15日下令改原清朝的督撫為都督，原山東巡撫張廣建改任山東都督職，後來改由周自齊擔任山東都督。胡瑛於3月19日辭職，3月25日解散煙台山東軍政府。
1913年（民國2年）1月各省都督改為民政長，周自齊成為山東民政長。8月，田文烈任山東民政長兼軍務會辦。田文烈發揮内政手腕，掃平了省内匪賊，使省内治安得以維持，財務整理和實業振興大有成果。1914年（民國3年）2月11日，高景祺任山東民政長。5月9日，山東民政長高景祺辭職，由蔡儒楷接任。同年5月23日，各省民政長改為巡按使，蔡儒楷成為山東巡按使。9月，陸軍第五師師長靳雲鵬署理山東都督，明年督理山東軍務。1915年（民國4年），靳雲鵬與其他十三省將軍聯名擁護袁世凱稱帝，並獲封一等伯爵。年末，南方將領唐繼堯、蔡鍔、李烈鈞等在雲南宣佈獨立，並出兵討袁。袁世凱的軍隊受挫，南方其他各省之後亦紛紛宣佈獨立。1916年（民國5年）4月他聯合各省通電勸袁辭職，被撤職。

#### 軍閥時期
1916年6月，袁世凱去世後，蔡儒楷被免職，由皖系軍閥張懷芝任山東督軍，成為皖系控制的地盤。張懷芝於1918年（民國7年）被護理山東督軍張樹元排擠出山東。同年11月張樹元署理山東督軍兼省長。
1919年（民國8年）沈銘昌任山東省省長，7月離任，屈映光繼任。11月，田中玉任山東督軍。儘管與山東省長屈映光同屬皖系軍閥，但因權力、地盤之爭而和田中玉對立。起初，第47旅旅長馬良站在屈映光一邊，田中玉顯劣勢。1920年（民國9年）7月，直皖戰争爆發，田中玉未赴主戰場而是留在山東。此後直皖戰争皖系敗北，屈映光失勢下野，田中玉掌握山東省實權。勝利的直系軍閥因需要田中玉辦事，故他得以留任。
第二次直奉戰爭後，山東成為奉系軍閥勢力範圍內，督軍也都由奉系軍閥充任。1924年（民國13年），段祺瑞把山東讓給奉系張宗昌。張被任為山東省軍務督辦，兼省主席。1925年（民國14年），張宗昌擅自將中央政府直轄的膠澳商埠督辦公署改為山東公署管轄的膠澳商埠局，將青島納入其勢力範圍。
1926年（民國15年）國民革命軍北伐，張作霖任命張宗昌為「安國軍」副司令，南下援助孫傳芳。1927年（民國16年）初，張宗昌部在南京、上海一帶被國民革命軍打敗，退回山東。寧漢分裂期間，張宗昌進攻馮玉祥軍隊，又大敗。同年6月2日，北伐軍攻克重鎮徐州，直魯軍大部退入山東，江北的孫傳芳部也放棄淮陰，退往山東。1928年（民國17年），北伐軍入山東省掃蕩奉軍，張宗昌率餘部撤退到河北。

#### 日本入侵青岛和山东
1914年第一次世界大戰爆發，日軍從膠東半島北部登陸，包圍胶澳地区（今属青岛市）。經過激戰，最終從德國手中将其奪取。1919年巴黎和會對青島的處理方案引發了中國學生的激烈抗議——五四運動。1922年（民國11年）華盛頓會議後，日本將青島歸還中國。
1928年5月，國民革命軍北伐期間，途中經過濟南城時，日本方面借口北伐軍對濟南城內的日本僑民進行搶劫、強姦、屠殺，而出動軍隊展開報復，蓄意屠殺中國軍人與民眾六千餘人，中方談判代表蔡公時慘遭日軍殺害，史稱「五三慘案」。慘案發生後，日方否認日軍屠殺中國軍民，並要南京國民政府道歉、賠償、懲凶，並於5月11日攻佔濟南。直至次年3月，南京國民政府與日本政府簽訂《中日濟案協定》之後，日軍才退出濟南。

### 南京十年

#### 蔣馮對立與中原大戰
1928年5月，孫良誠為山東省政府第一任主席。孫良誠穩定了對山東省的統治，使受濟南事件及北京政府統治混亂影響的山東省獲得一定的平穩。然而馮玉祥因蔣中正派中央系部隊進駐，而不讓馮系孫良誠部接防，氣憤已極，使孫辭去山東省主席一職。國民政府任命石敬亭任山東省代主席。
1929年（民國18年）蔣馮對立升高前夕，馮系韓復榘率領20師舊部依附蔣中正，並在中原大戰期間擔任國民政府第一軍團司令與閻錫山所率領的晉軍在魯豫一帶交戰，此役中韓部的表現，被中央委任為山東省主席。
1930年（民國19年），國民政府設立青島市為院轄市（独立于山东），同年通過外交談判，從英國手中收回威海衛。

#### 韓氏據魯
韓復榘在擔任山東省主席7年中，為了鞏固其勢力，暗殺了曾統治山東的張宗昌，驅逐效忠於南京國民政府的第17軍軍長劉珍年，另外國民黨山東省黨務管理委員會主任張葦村被暗殺也有可能是其作為；在鞏固實力之餘，卻也曾邀請梁漱溟前往山東進行鄉村建設與部分的基礎設施建造。主政山東期間，还曾大力加強基礎文化教育和恢复農業生產，促進了社會發展。韩舊式思想較重，常親自主持司法審判，不依據事實和民國法律，僅對人犯察顏觀色，依個人喜好認定是否有罪和量刑，造成一定數量的冤案。

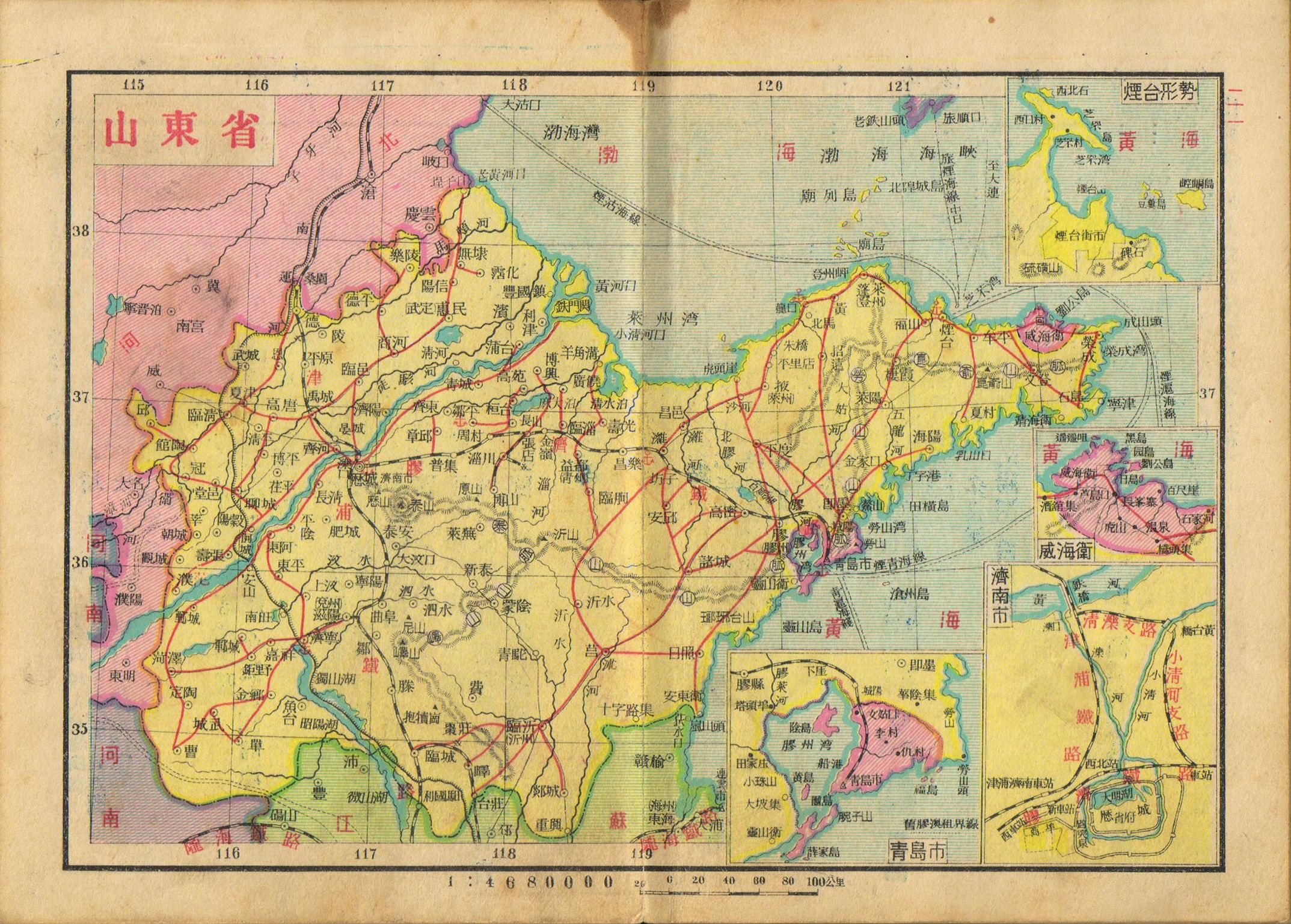
1936年的山東省

### 抗日戰爭
1937年（民國26年）－1945年（民國34年）的抗日戰爭中，国民政府从山东败退，山东省政府机构撤至安徽，日軍佔領了山東的鐵路和城市，中国共产党則在農村建立起沂蒙山、膠東等抗日根据地，即山东抗日根据地。

#### 國軍方面
抗日战争全面爆发後，韓復榘身兼山東省主席、第五戰區副司令、第三集團軍總司令。1937年10月，日軍向山東進攻，12月底，韓未聽從軍事委員會防禦命令，卻自行放棄黃河防線與濟南，率部隊後撤以保存實力，使日軍先後佔領德縣、濟南、曲阜、兗州、青島，打通了膠濟線。山東境內的其他國軍被迫南撤至隴海路附近。韓並暗中與日人談判。蔣中正接受五戰區司令長官李宗仁以及馮玉祥的建議，決定制裁韓復榘。
1938年（民國27年）1月11日蔣中正在開封召開將領會議，要求一、五戰區團長以上軍官參加。韓復榘到開封火車站時即遭逮捕，隨即移送漢口軍事監獄審判。經過軍事審判後在1月24日遭槍斃，
3月，日軍第10兵團沿津浦路南下，先後佔濟南、泰安和滕縣，3月24日開始進攻台兒莊。國軍集中優勢兵力，在台兒莊一舉殲滅第10師團及第5師團增援部隊一萬餘人締造台兒莊大捷，為抗戰初期國軍對日作戰首次獲得較大地的勝利。此后，山东全境沦陷。
1943年（民國32年）4月，第28集團軍李仙洲率部進軍山東，在魯西、魯南地區對日軍作戰。在李仙洲部隊同日軍作戰時，魯西及魯南地區的八路軍部隊與李仙洲部隊發生衝突。

#### 中共方面

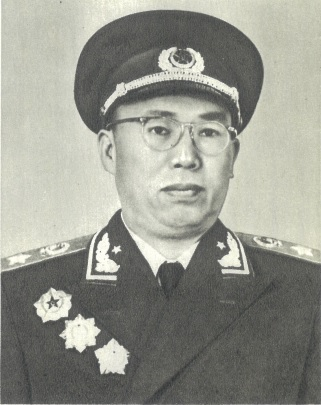
率領115師進入山東、並組建山東軍區的羅榮桓

1937年，中共山東省委先後組織徂徠山、天福山、黑鐵山、泰西等地組織武裝起義，陸續開闢膠東、魯中、魯西、清河、湖西、魯南等小範圍抗日根據地。1938年，成立中共中央山東分局，郭洪濤任黨委書記。山東各起義部隊改編為八路軍山東縱隊，張經武、王建安任指揮，黎玉為政治委員。
1939年（民國28年），羅榮桓與陳光率八路軍115師師部和主力一部進入山東魯西地區，參與指揮樊壩戰鬥、梁山戰鬥等。同年，山東縱隊正式組建為八路軍第一縱隊，徐向前任司令員，朱瑞任政治委員。各小型抗日根據地合併為山東抗日根據地。
1943年5月，八路軍與國軍李仙洲部隊發生衝突，挫敗李仙洲部隊。下半年，日軍雖然繼續對華北抗日根據地進行掃蕩，但在部分地區已開始實行收縮。共軍抓住時機，向敵人舉行反攻作戰。7月至8月間，魯中區和濱海區八路軍開展了奪取沂魯山區和諸（城）日（照）莒（縣）山區戰役，殲敵3000餘人，拔除據點130餘個，基本上控制了上述地區，把魯中、濱海、膠東各區連繫起來，使山東根據地的抗日戰爭處於更加有利的地位。
1945年2月至5月間，又展開以攻取邊緣區和殘存的根據地內的以敵佔城鎮為主要目標的攻勢作戰，晉冀魯豫八路軍山東軍區羅榮桓指揮部隊向魯西、晉南地區發起進攻的夏季攻勢，對日軍發動了猛烈的攻勢，連續發動了討伐偽軍吳化文部戰役、討伐偽軍榮子恒部戰役及沂水戰役、營縣戰役等15次較大規模的攻勢戰役，殲滅日偽軍6萬餘人，形成了渤海、膠東、魯中、魯南、濱海5個鞏固的根據地。控制山東境內的津浦鐵路、膠濟鐵路、隴海鐵路，收復除濟南等少數城市之外的山東大部地區，日軍活動範圍被遏制在城市。山東軍區部隊也上升至27萬正規軍，佔了當時共產黨軍隊的三分之一。
8月10日，日本政府發出乞降照會。總司令朱德發佈大反攻命令，由中共山東軍區主力與基幹部隊編成山東野戰兵團，向日偽軍展開進攻，攻克22座縣城，並逼近濟南、青島、徐州、連雲等大城，山東省境內除鐵路沿線及西部幾座縣城外，均獲攻佔。8月13日，由7個廳局組成的中共山東省政府在莒南縣大店鎮宣告成立。

### 抗戰勝利後
1945年8月抗日戰爭勝利後，中共掌控了山東省大部分地區，並建立了省級政權。重慶國民政府命令國軍沿平綏、同蒲、平漢、津浦等鐵路，向華北推進受降。山東省接收人員則隨同國軍接收掌控青島、濟南等大城市。1947年上半年，國共雙方軍隊在江蘇省漣水縣發生兩次戰役，共軍方面承受了不小的消耗，根據自己「不計一城一地得失，大量殲滅敵人有生力量」的方針，退出江蘇、安徽北部，北撤山東；國軍由陸軍總司令顧祝同親自指揮六十餘萬國軍，由青島、濟南、臨沂三面進攻山東。由於國軍採用了齊頭並進的戰術，將軍隊控制在一個範圍內，導致共軍的遊擊戰術無法奏效。但粟裕提出以山東共軍主力決戰的方式粉碎圍攻的方式最終被採用。在孟良崮戰役中，在陳毅的華東野戰軍圍攻下，國軍精銳部隊整編七十四師全軍覆沒，師長張靈甫陣亡。6月，國軍繼續自魯南向北進攻，18日，胡璉整編第11師攻下中共山東指揮部所在地魯中南麻鎮，喪失沂蒙山根據地。此時因劉鄧軍在魯西進攻，國軍被迫自魯中回援，陳毅粟裕部隊乘機進攻南麻整11師，但因連降大雨，共軍彈藥受潮，攻擊出現困難，久攻未克。此時國軍再度調集大軍圍攻，陳粟部因多處軍隊有遭遇合圍危險，傷亡較大，因此放棄圍攻，撤至黃河以北惠民縣；國軍在南麻、臨朐兩役勝利後，國軍由范漢傑的指揮下向膠東半島推進，9月16日，國軍佔領中共膠東軍區司令部所在地萊陽，10月1日攻佔最終目標煙臺，切斷山東和東北的聯繫。10月中旬，國軍基本佔領膠東解放區。蔣中正隨即將膠東兵團逐步調往其他戰區，山東局勢開始扭轉。
同年11月，中華民國國民政府於可掌控的範圍內舉行了第一屆國大代表選舉，1948年（民國37年）1月又選出第一屆立法委員。同年上半年，共軍在張店、周村、昌樂、濰縣、兗州諸戰役接連勝利，消滅國軍近20萬人，並切斷濟南與青島的交通連繫。9月24日，陳毅的部隊攻佔濟南，消滅國軍10萬餘人，山東省主席王耀武化裝逃往青島途中，在壽光被俘。山東省政府、第十一綏靖區部隊10萬人也奉命撤離，解放軍進駐該城。
至1949年8月，中国人民解放军已经占领除長山八島（即长山列岛）外的山东省全境。解放军第三野战军在8月11日晚发起长山列岛战役，至12日占领长岛全境。8月19日，駐守長山八島的海軍撤守該地，當地居民也跟隨國軍遷台，來到高雄市左營落腳。自此，中華民國在山東省的行政機構徹底瓦解。

## 行政區劃

### 省、縣之間的行政區

#### 道制
1912年民國建立之初，山東行政區劃沿用清末舊制，為3道、10府、3個直隸州、8個府轄州，96縣。至1913年1月，廢除清朝的府、州，但沿用道制，為省、道、縣三級。2月，依據北京政府公布的《劃一現行各道地方行政官廳組織令》，山東由原「濟東泰武臨道」、「兗沂曹濟道」、「登萊青膠道」3道，改為岱北道、岱南道、濟西道、膠東道等4道觀察使，共轄107縣。1914年6月3日，內務部奉袁世凱申令，公佈各省、道區域名稱，將山東的岱北道改稱濟南道、岱南道改稱濟寧道、濟西道改稱東臨道，膠東道依舊。1925年10月22日，山東督辦兼省長張宗昌重劃為濟南、東昌、泰安、武定、德臨、淄青、萊膠、東海、兗濟、琅琊、曹濮等11道。1928年4月30日，張宗昌被北伐軍逐出山東，各道被廢除。各道轄區如下：
濟南道
1913年1月置岱北道，觀察使駐歷城縣（今濟南市）。1914年5月改名。道尹仍駐歷城縣，為繁要缺，一等。轄歷城、章丘、鄒平、淄川、長山、桓台、齊河、齊東、濟陽、長清、泰安、新泰、萊蕪、肥城、惠民、陽信、無棣、濱縣、利津、樂陵、霑化、蒲台、商河、青城、博興、高苑、博山等27縣。1925年10月轄區縮小，轄歷城、章丘、鄒平、淄川、長山、桓台、齊河、齊東、濟陽、長清等10縣。1928年5月廢。
濟寧道
1913年1月置岱南道，觀察使駐滋陽縣（今兗州市城區）。1914年5月改名。道尹為要缺，二等，駐濟寧縣（今濟寧市城區）。轄濟寧、滋陽、曲阜、寧陽、鄒縣、滕縣、泗水、汶上、嶧縣、金鄉、嘉祥、魚台、臨沂、郯城、費縣、蒙陰、莒縣、沂水、菏澤、曹縣、單縣、城武、定陶、巨野、鄆城等25縣。1925年廢。
東臨道
1913年1月置濟西道，觀察使駐聊城縣（今聊城市城區）。1914年5月改名。道尹為簡缺，三等。轄聊城、堂邑、博平、茌平、清平、莘縣、冠縣、館陶、高唐、恩縣、臨清、武城、夏津、丘縣、德縣、德平、平原、陵縣、臨邑、禹城、東平、東阿、平陰、陽穀、壽張、濮縣、朝城、觀城、范縣等29縣。1925年廢。
膠東道
1913年1月置。觀察使駐福山縣煙臺（今煙臺市城區）。道尹為繁要缺，一等。轄福山、蓬萊、黃縣、棲霞、招遠、萊陽、牟平、文登、榮城、海陽、掖縣、平度、濰縣、昌邑、膠縣、高密、即墨、益都、臨淄、廣饒、壽光、昌樂、臨朐、安丘、諸城、日照等26縣。1925年廢。
東昌道
1925年10月，山東督辦兼省長張宗昌置。道尹駐聊城縣。轄聊城、堂邑、博平、茌平、清平、莘縣、冠縣、館陶、高唐、丘縣、陽穀、壽張等12縣。1928年5月廢。
泰安道
1925年10月，山東督辦兼省長張宗昌置。道尹駐泰安縣。轄泰安、肥城、新泰、萊蕪、東平、東阿、平陰等7縣。1928年5月廢。
武定道
1925年10月，山東督辦兼省長張宗昌置。道尹駐惠民縣。轄惠民、陽信、無棣、濱縣、利津、樂陵、霑化、蒲台、商河、青城等10縣。1928年5月廢。
德臨道
1925年10月，山東督辦兼省長張宗昌置。轄德縣、德平、平原、陵縣、臨邑、禹城、恩縣、臨清、武城、夏津等10縣。1928年5月廢。
淄青道
1925年10月，山東督辦兼省長張宗昌置。轄益都、博山、臨淄、博興、高宛、廣饒、壽光、昌樂、臨朐等9縣。1928年5月廢。
萊膠道
1925年10月，山東督辦兼省長張宗昌置。道尹駐膠縣。轄膠縣、高密、即墨、掖縣、平度、濰縣、昌邑、安丘、諸城等9縣。1928年5月廢。
東海道
1925年10月，山東督辦兼省長張宗昌置。道尹駐福山縣煙臺縣。轄福山、蓬萊、黃縣、棲霞、招遠、萊陽、牟平、文登、榮成、海陽等10縣。1928年5月廢。
兗濟道
1925年10月，山東督辦兼省長張宗昌置。道尹駐濟寧縣。轄濟寧、滋陽、曲阜、寧陽、鄒縣、滕縣、泗水、汶上、嶧縣、金鄉、嘉祥、魚台等12縣。1928年5月廢。
琅琊道
1925年10月，山東督辦兼省長張宗昌置。道尹駐臨沂縣。轄臨沂、日照、郯城、莒縣、沂水、費縣、蒙陰等7縣。1928年5月廢。
曹濮道
1925年10月，山東督辦兼省長張宗昌置。轄菏澤、曹縣、單縣、城武、定陶、巨野、鄆城、濮縣、朝城、觀城、范縣等11縣。1928年5月廢。

#### 行政督察區
1935年（民國24年）2月，山東省呈准以濟寧等14縣暫設第一行政督察區。1936年（民國25年），國民政府又頒發《行政督察專員公署組織暫行條例》；同年，山東省政府制定《山東省分區設置行政督察專員公署暫行規程》，將全省劃分為12個行政督察區，各區設專員兼本區保安司令。時僅設立第一區、第二區、第三區行政督察區，次年，又設立第四區、第五區、第六區、第七區等4個行政督察區。其餘各縣未及設立督察區，仍直接隸屬於省。「蘆溝橋事變」爆發前，各行政督察專員公署及其轄區如下：
- 「第一區行政督察區專員公署」，駐濟寧縣；轄濟寧縣、汶上縣、東平縣、嘉祥縣、魚台縣、滕縣、鄒縣、滋陽縣、曲阜縣、寧陽縣計10縣。
- 「第二區行政督察區專員公署」，駐菏澤縣；轄菏澤縣、定陶縣、曹縣、城武縣、單縣、金鄉縣、巨野縣、鄆城縣、鄄城縣計9縣。
- 「第三區行政督察區專員公署」，駐臨沂縣；轄臨沂縣、沂水縣、郯城縣、嶧縣、費縣、莒縣、日照縣、蒙陰縣計8縣。
- 「第四區行政督察區專員公署」，駐臨清縣；轄臨清縣、清平縣、館陶縣、丘縣、平原縣、禹城縣、齊河縣、恩縣、德縣、高唐縣、夏津縣、武城縣、長清縣計13縣。
- 「第五區行政督察區專員公署」，駐惠民縣；轄惠民縣、陽信縣、濱縣、商河縣、青城縣、高苑縣、桓台縣、長山縣、鄒平縣計9縣。
- 「第六區行政督察區專員公署」，駐聊城縣；轄聊城縣、博平縣、茌平縣、堂邑縣、冠縣、朝城縣、觀城縣、濮縣、范縣、壽張縣、陽穀縣、莘縣計12縣。
- 「第七區行政督察區專員公署」，駐牟平縣；轄牟平縣、榮成縣、文登縣、海陽縣、福山縣計5縣。

「七七事變」後，日軍進犯山東，山東省政府成立有魯西、魯北、膠東三個行署，並劃分為十七個行政督察區，於1938年至1942年（民國31年）間，各區先後成立行政督察專員公署。全省共轄3個行署區，17個行政督察區，107個縣：
- 「第一行政督察區」，轄鄒縣、滕縣、寧陽縣、滋陽縣、魚台縣計5縣。
- 「第二行政督察區」，轄濟寧縣、嘉祥縣、巨野縣、鄆城縣、壽張縣、東平縣、汶上縣計7縣。
- 「第三行政督察區」，轄臨沂縣、蒙陰縣、莒縣、日照縣、沂水縣計5縣。
- 「第四行政督察區」，轄平原縣、恩縣、德縣、禹城縣、齊河縣、長清縣、丘縣、高唐縣、夏津縣、武城縣、臨清縣、清平縣、館陶縣計13縣。
- 「第五行政督察區」，轄無棣縣、利津縣、霑化縣、樂陵縣、德平縣、臨邑縣、陵縣計7縣。
- 「第六行政督察區」，轄茌平縣、博平縣、堂邑縣、冠縣、陽穀縣、莘縣、朝城縣、肥城縣、平陰縣、東阿縣、聊城縣計11縣。
- 「第七行政督察區」，轄榮成縣、文登縣、牟平縣、福山縣計4縣。
- 「第八行政督察區」，轄昌樂縣、安丘縣、益都縣、臨朐縣、濰縣計5縣。
- 「第九行政督察區」，轄棲霞縣、蓬萊縣、黃縣、招遠縣計4縣。
- 「第十行政督察區」，轄濱縣、陽信縣、惠民縣、商河縣、青城縣、高苑縣、桓台縣、長山縣、鄒平縣計9縣。
- 「第十一行政督察區」，轄金鄉縣、單縣、城武縣、曹縣計4縣。
- 「第十二行政督察區」，轄章丘縣、歷城縣、齊東縣、濟陽縣、淄川縣、博山縣、泰安縣、萊蕪縣、新泰縣計9縣。
- 「第十三行政督察區」，轄海陽縣、萊陽縣、即墨縣、平度縣、掖縣計5縣。
- 「第十四行政督察區」，轄蒲台縣、博興縣、廣饒縣、壽光縣、臨淄縣計5縣。
- 「第十五行政督察區」，轄郯城縣、嶧縣、費縣、泗水縣、曲阜縣計5縣。
- 「第十六行政督察區」，轄菏澤縣、定陶縣、范縣、濮縣、觀城縣計5縣。
- 「第十七行政督察區」，轄昌邑縣、膠縣、高密縣、諸城縣計4縣。

1945年，魯西、魯北、膠東三個行署被撤銷，設立魯北、魯西北、魯西、魯南、魯中、魯東6個政府辦事處。與此同時，成立煙臺行政區（隸屬於第七區）、利廣霑棣墾區（隸屬於第五區）、臨冠丘特區（隸屬於第四區）。全省共轄6個政府辦事處。17個行政督察區，107個縣，1個行政區，2個特區。
- 魯北「第一辦事處」，領第五區、第十區、第十四區。
- 魯西北「第二辦事處」，領第四區、第六區。
- 魯西「第三辦事處」，領第二區、第十一區、第十六區。
- 魯南「第四辦事處」，領第一區、第三區、第十五區。
- 魯中「第五辦事處」，領第八區、第十二區、第十七區。
- 魯東「第六辦事處」，領第七區，第九區、第十三區。

日本投降後的1946年（民國35年）9月，濟南市劃入第十二行政督察區，專員公署改駐濟南。1947年3～8月間，調整行政區劃，撤銷6個政府辦事處，設魯東、魯西南2個行署。魯東行署轄第七區、第十三區、第十七區等3個行政督察區；魯西南行署轄第一區、第二區、第三區、第十一區、第十六區計5個行政督察區。撤銷第九區、第十二區2個行政督察區，並調整了其餘各區的區劃。調整後全省共轄2個行署區，3個省轄市，15個行政督察區，107個縣，1個設治局，1個墾區。：
- 滋陽縣、曲阜縣、鄒縣、滕縣、泗水縣、嶧縣、魚台縣等7縣為「第一行政督察區」。
- 濟寧縣、嘉祥縣、汶上縣、東平縣、巨野縣、鄆城縣、壽張縣等7縣為「第二行政督察區」。
- 郯城縣、臨沂縣、沂水縣、日照縣、費縣、莒縣等6縣為「第三行政督察區」。
- 長清縣、齊河縣、平原縣、禹城縣、高唐縣、丘縣、館陶縣、臨清縣、武城縣、德縣、恩縣、清平縣、夏津縣等13縣為「第四行政督察區」。
- 樂陵縣、德平縣、霑化縣、陵縣、臨邑縣、商河縣、陽信縣、無棣縣、利津縣、惠民縣、濱縣等11縣為「第五行政督察區」。
- 東阿縣、平陰縣、茌平縣、陽穀縣、冠縣、朝城縣、莘縣、博平縣、堂邑縣、聊城縣等10縣為「第六行政督察區」。
- 福山縣、海陽縣、牟平縣、榮成縣、文登縣等5縣為「第七行政督察區」。
- 濰縣、昌樂縣、安丘縣、益都縣、臨朐縣、昌邑縣等6縣為「第八行政督察區」。
- 歷城縣、章丘縣、淄川縣、博山縣、齊東縣、長山縣、濟陽縣、青城縣、鄒平縣、高苑縣等10縣為「第十行政督察區」。
- 金鄉縣、曹縣、單縣、城武縣等4縣為「第十一行政督察區」。
- 即墨縣、萊陽縣、黃縣、蓬萊縣、招遠縣、棲霞縣等6縣為「第十三行政督察區」。
- 壽光縣、臨淄縣、廣饒縣、博興縣、蒲台縣等5縣為「第十四行政督察區」。
- 泰安縣、萊蕪縣、新泰縣、寧陽縣、肥城縣、蒙陰縣等6縣為「第十五行政督察區」。
- 菏澤縣、濮縣、定陶縣、觀城縣、范縣等5縣為「第十六行政督察區」。
- 膠縣、高密縣、平度縣、諸城縣、掖縣等5縣為「第十七行政督察區」。
- 濟南市、煙台市、威海衛市、臨冠丘設治局和利廣霑棣墾區等為省轄地區。
- 青島市為中央直轄，不在此列。

1947年6月，蒙陰縣改名靈甫縣。1948年3月，增設復興縣。6月，魯東、魯西南兩個行署撤銷。行政督察區只有第一區、第二區、第三區、第四區、第五區、第八區、第十區、第十一區、第十四區、第十五區、第十六區等部分殘留，其餘各區均因其專員公署潰散而消亡。隨著中華民國政府撤離山東，其餘的專員公署也隨之消亡。

### 縣級行政區
清代山東省在1911年時，分為10府、3直隸州，下轄8州、96縣。1913年（民國2年）2月，根據《劃一現行各縣地方行政官廳組織令》，裁府州改縣，1929年置濟南市，1945年改威海衛行政區為威海衛市。1947年6月，蒙陰縣改名靈甫縣。1948年3月，增設復興縣。1949年時，山東省劃分為16行政督察區，下轄3市、108縣、2設治局。1988年（民國77年）7月，行政院公布《中華民國各省（市）縣（市）行政區域代碼》，為各省縣市編定代碼，該法規於2005年（民國94年）10月停用。山東省各縣、市、局沿革情況如下：
| 山東省     | 山東省       | 山東省 | 山東省 | 山東省       | 山東省                                                                           | 山東省         | 山東省 |
| 行政督察區 | 專署駐地     | 代碼   | 縣等級 | 縣市局       | 駐地（2023年4月）                                                                | 北洋時期       | 沿革 |
| ---------- | ------------ | ------ | ------ | ------------ | -------------------------------------------------------------------------------- | -------------- | --- |
| 省政府直轄 | 省政府直轄   | 16001  | 不適用 | 濟南市       | 今濟南市城區                                                                     | (濟南道)       | 濟南在1904年（清光緒30年）開闢商埠事宜。民國六年改為市政公所，1920年又改為市政廳。1929年5月濟南慘案一年後，山東省政府由泰安遷回濟南。10月29日，國民政府指令同意，以歷城縣城區及四郊為行政區域。1931年（民國20年）1月，山東省政府下令裁撤，3月恢復，為山東省政府駐地。 |
| 省政府直轄 | 省政府直轄   | 16083  | 不適用 | 煙台市       | 今煙台市城區                                                                     | (東海道)       | 1930年1月省政府析福山縣置。9月，行政院議決不符合法律要求，未予核准。考虑到烟台实地的特殊情况，1934年1月1日，设立烟台特别行政区，由省政府直辖。1946年2月析福山、牟平等縣地置。                                                                                         |
| 省政府直轄 | 省政府直轄   | 16090  | 不適用 | 威海衛市     | 今威海市城區                                                                     | 英國租借地     | 1898年7月（清光緒24年5月），中英簽訂《訂租威海衛專條》，將劉公島及威海衛內各島和沿岸10英里地方租給英國。1930年10月中國政府正式收回，並於11月初成立威海衛行政區，直隸國民政府行政院。民國34年10月改威海衛行政區為威海衛市。                                            |
| 第一區     | 滕縣         | 16030  | 二等   | 嶧縣         | 今棗莊市嶧城區                                                                   | 兗濟道         | |
| 第一區     | 滕縣         | 16033  | 四等   | 魚台縣       | 董家店（今魚台縣西南魚城鎮）                                                     | 兗濟道         | |
| 第一區     | 滕縣         | 16034  | 四等   | 滋陽縣       | 今濟寧市兗州區駐地龍橋街道                                                       | 兗濟道         | |
| 第一區     | 滕縣         | 16035  | 四等   | 曲阜縣       | 今曲阜市駐地魯城街道                                                             | 兗濟道         | |
| 第一區     | 滕縣         | 16037  | 三等   | 鄒縣         | 今鄒城市駐地鋼山街道                                                             | 兗濟道         | |
| 第一區     | 滕縣         | 16038  | 一等   | 滕縣         | 今滕州市駐地北辛街道                                                             | 兗濟道         | |
| 第一區     | 滕縣         | 16039  | 四等   | 泗水縣       | 今泗水縣駐地泗河街道                                                             | 兗濟道         | |
| 第二區     | 濟寧縣       | 16022  | 二等   | 濟寧縣       | 今濟寧市城區                                                                     | 兗濟道         | 清代為濟寧直隸州直轄地，1913年2月改縣。 |
| 第二區     | 濟寧縣       | 16032  | 六等   | 嘉祥縣       | 今嘉祥縣駐地嘉祥鎮街道                                                           | 兗濟道（駐地） | |
| 第二區     | 濟寧縣       | 16040  | 三等   | 汶上縣       | 今汶上縣駐地中都街道                                                             | 兗濟道         | |
| 第二區     | 濟寧縣       | 16058  | 三等   | 鉅野縣       | 今巨野縣駐地鳳凰街道                                                             | 菏澤道         | |
| 第二區     | 濟寧縣       | 16059  | 二等   | 鄆城縣       | 今鄆城縣駐地鄆州街道                                                             | 菏澤道         | |
| 第二區     | 濟寧縣       | 16071  | 三等   | 東平縣       | 今東平縣駐地東坪街道                                                             | 泰安道         | 清代為東平州，1913年2月改縣。 |
| 第二區     | 濟寧縣       | 16075  | 四等   | 壽張縣       | 今陽谷縣東南壽張鎮                                                               | 東昌道         | |
| 第三區     | 臨沂縣       | 16041  | 一等   | 沂水縣       | 今沂水縣駐地沂城街道                                                             | 瑯琊道         | |
| 第三區     | 臨沂縣       | 16045  | 一等   | 臨沂縣       | 今臨沂市城區                                                                     | 瑯琊道（駐地） | 清代為沂州府附郭蘭山縣。因與甘肅省蘭山道重名，1914年6月改名。縣境東臨沂水，故名。 |
| 第三區     | 臨沂縣       | 16046  | 二等   | 郯城縣       | 今郯城縣駐地郯城街道                                                             | 瑯琊道         | |
| 第三區     | 臨沂縣       | 16047  | 二等   | 費縣         | 今費縣駐地費城街道                                                               | 瑯琊道         | |
| 第三區     | 臨沂縣       | 16049  | 一等   | 莒縣         | 今莒縣駐地城陽街道                                                               | 瑯琊道         | 清代為莒州，1913年2月改縣。 |
| 第三區     | 臨沂縣       | 16110  | 二等   | 日照縣       | 今日照市東港區駐地日照街道                                                       | 瑯琊道         | |
| 第三區     | 臨沂縣       | 未定   | 不適用 | 復興縣       | 南麻店（今沂源縣駐地南麻鎮）                                                     | (瑯琊道)       | 1948年4月前析沂水、臨朐、蒙陰3縣交界地區置，是否正式成立不詳。 |
| 第四區     | 臨清縣       | 16008  | 四等   | 齊河縣       | 今齊河縣南祝阿鎮                                                                 | 濟南道         | |
| 第四區     | 臨清縣       | 16013  | 二等   | 長清縣       | 今濟南市長清區駐地文昌街道                                                       | 濟南道         | |
| 第四區     | 臨清縣       | 16053  | 五等   | 清平縣       | 今高唐縣西南清平鎮                                                               | 東昌道         | |
| 第四區     | 臨清縣       | 16061  | 一等   | 臨清縣       | 今臨清市駐地青年路街道                                                           | 東昌道         | |
| 第四區     | 臨清縣       | 16062  | 五等   | 武城縣       | 今武城縣西南武城鎮                                                               | 德臨道         | |
| 第四區     | 臨清縣       | 16063  | 四等   | 夏津縣       | 今夏津縣駐地銀城街道                                                             | 德臨道         | |
| 第四區     | 臨清縣       | 16064  | 六等   | 邱縣         | 今河北省邱縣南邱城鎮                                                             | 東昌道         | |
| 第四區     | 臨清縣       | 16065  | 二等   | 德縣         | 今德州市德城區                                                                   | 德臨道（駐地） | 清代為德州，1913年3月改縣。 |
| 第四區     | 臨清縣       | 16067  | 四等   | 館陶縣       | 今冠縣西北北館陶鎮                                                               | 東昌道         | |
| 第四區     | 臨清縣       | 16068  | 四等   | 高唐縣       | 今高唐縣駐地魚邱湖街道                                                           | 東昌道         | 清代為高唐州，1913年2月改縣。 |
| 第四區     | 臨清縣       | 16069  | 四等   | 恩縣         | 今平原縣西恩城鎮                                                                 | 德臨道         | |
| 第四區     | 臨清縣       | 16070  | 四等   | 禹城縣       | 今禹城市駐地市中街道                                                             | 德臨道         | |
| 第四區     | 臨清縣       | 16078  | 四等   | 平原縣       | 今平原縣駐地龍門街道                                                             | 德臨道         | |
| 第四區     | 臨清縣       | 未定   | 不適用 | 臨冠邱設治局 | 今河北省威縣的侯貫鎮、梨園屯鎮、常莊鎮、固獻鄉、棗園鄉、常屯鄉、賀釗鄉等部分鄉鎮 | 不適用         | 原為臨清縣、冠縣和邱縣的飛地，1934年（民國23年）將三縣飛地合併成立臨冠邱特區，1948年改為臨冠邱設治局。 |
| 第五區     | 惠民縣       | 16010  | 三等   | 濱縣         | 今濱州市濱城區                                                                   | 武定道         | 清代為濱州，1913年2月改縣。 |
| 第五區     | 惠民縣       | 16011  | 四等   | 利津縣       | 今利津縣駐地利津街道                                                             | 武定道         | |
| 第五區     | 惠民縣       | 16018  | 一等   | 惠民縣       | 今惠民縣駐地孫武街道                                                             | 武定道（駐地） | 清代為武定府附郭縣 |
| 第五區     | 惠民縣       | 16019  | 三等   | 陽信縣       | 今陽信縣駐地信城街道                                                             | 武定道         | |
| 第五區     | 惠民縣       | 16020  | 三等   | 無棣縣       | 今無棣縣駐地棣豐街道                                                             | 武定道         | 清代為海豐縣。因與廣東省縣名重複，1914年1月改名。隋初置無棣縣名於此，故名。 |
| 第五區     | 惠民縣       | 16023  | 四等   | 樂陵縣       | 今樂陵市駐地市中街道                                                             | 武定道         | |
| 第五區     | 惠民縣       | 16024  | 四等   | 霑化縣       | 今濱州市沾化區駐地富國街道                                                       | 武定道         | |
| 第五區     | 惠民縣       | 16026  | 三等   | 商河縣       | 今商河縣駐地許商街道                                                             | 武定道         | |
| 第五區     | 惠民縣       | 16066  | 四等   | 德平縣       | 今臨邑縣北德平鎮                                                                 | 德臨道         | |
| 第五區     | 惠民縣       | 16079  | 六等   | 陵縣         | 今德州市陵城區駐地臨齊街道                                                       | 德臨道         | |
| 第五區     | 惠民縣       | 16080  | 五等   | 臨邑縣       | 今臨邑縣駐地臨邑鎮                                                               | 德臨道         | |
| 第六區     | 聊城縣       | 16050  | 四等   | 堂邑縣       | 今聊城市東昌府區西北堂邑鎮                                                       | 東昌道         | |
| 第六區     | 聊城縣       | 16051  | 五等   | 博平縣       | 今聊城市茌平區西博平鎮                                                           | 東昌道         | |
| 第六區     | 聊城縣       | 16052  | 五等   | 茌平縣       | 今聊城市茌平區駐地振興街道                                                       | 東昌道         | |
| 第六區     | 聊城縣       | 16054  | 六等   | 莘縣         | 今莘縣駐地燕塔街道                                                               | 東昌道         | |
| 第六區     | 聊城縣       | 16055  | 五等   | 冠縣         | 今冠縣駐地清泉街道                                                               | 東昌道         | |
| 第六區     | 聊城縣       | 16060  | 二等   | 聊城縣       | 今聊城市城區                                                                     | 東昌道（駐地） | 清代為東昌府附郭縣。 |
| 第六區     | 聊城縣       | 16072  | 五等   | 東阿縣       | 今東阿縣駐地銅城街道                                                             | 泰安道         | |
| 第六區     | 聊城縣       | 16073  | 六等   | 平陰縣       | 今平陰縣駐地榆山街道                                                             | 泰安道         | |
| 第六區     | 聊城縣       | 16074  | 三等   | 陽穀縣       | 今陽谷縣駐地博濟橋街道                                                           | 東昌道         | |
| 第六區     | 聊城縣       | 16077  | 五等   | 朝城縣       | 今莘縣西南朝城鎮                                                                 | 菏澤道         | |
| 第七區     | 福山縣       | 16082  | 四等   | 福山縣       | 今煙台市福山區                                                                   | 東海道（駐地） | |
| 第七區     | 福山縣       | 16089  | 二等   | 牟平縣       | 今煙台市牟平區駐地寧海街道                                                       | 東海道         | 清代為寧海州，1913年2月改名寧海縣。因與浙江省縣名重名，1914年1月再次改名。以隋置牟平縣於此得名。 |
| 第七區     | 福山縣       | 16092  | 三等   | 榮成縣       | 今榮成市東北成山鎮                                                               | 東海道         | |
| 第七區     | 福山縣       | 16101  | 三等   | 文登縣       | 今威海市文登區駐地龍山路街道                                                     | 東海道         | |
| 第八區     | 濰縣         | 16096  | 一等   | 濰縣         | 今濰坊市城區                                                                     | 萊膠道         | |
| 第八區     | 濰縣         | 16102  | 一等   | 益都縣       | 今青州市駐地王府街道                                                             | 淄青道（駐地） | 清代為青州府附郭縣。 |
| 第八區     | 濰縣         | 16106  | 四等   | 昌樂縣       | 今昌樂縣駐地寶都街道                                                             | 淄青道         | |
| 第八區     | 濰縣         | 16107  | 二等   | 臨朐縣       | 今臨朐縣駐地城關街道                                                             | 淄青道         | |
| 第八區     | 濰縣         | 16108  | 二等   | 安邱縣       | 今安丘市駐地新安街道                                                             | 淄青道         | |
| 第九區     | 蓬萊縣       | 16084  | 三等   | 蓬萊縣       | 今煙台市蓬萊區駐地登州街道                                                       | 東海道         | 清代為登州府附郭縣。 |
| 第九區     | 蓬萊縣       | 16085  | 三等   | 黃縣         | 今龍口市駐地新嘉街道                                                             | 東海道         | |
| 第九區     | 蓬萊縣       | 16086  | 三等   | 棲霞縣       | 今棲霞市駐地莊園街道                                                             | 東海道         | |
| 第九區     | 蓬萊縣       | 16087  | 三等   | 招遠縣       | 今招遠市駐地羅峰街道                                                             | 東海道         | |
| 第九區     | 蓬萊縣       | 未定   | 不適用 | 東萊設治局   | 長山八島(今煙台市蓬萊區北南長山街道）                                            | (東海道)       | 民國37年析山東省長山八島置東萊設治局. |
| 第十區     | 桓台縣張店鎮 | 16002  | 一等   | 歷城縣       | 王舍人莊（今濟南市歷城區駐地王舍人街道）                                         | 濟南道（駐地） | 清代為濟南府附郭縣，1928年6月前、1929年5月至6月為山東省會。1929年2月劃出城區商埠地置濟南市。1937年11月遷治王舍人莊。 |
| 第十區     | 桓台縣張店鎮 | 16003  | 一等   | 章邱縣       | 今濟南市章丘區駐地西北繡惠鎮                                                     | 濟南道         | |
| 第十區     | 桓台縣張店鎮 | 16004  | 五等   | 鄒平縣       | 今鄒平市駐地黃山街道                                                             | 濟南道         | |
| 第十區     | 桓台縣張店鎮 | 16005  | 三等   | 淄川縣       | 今淄博市淄川區駐地般陽路街道                                                     | 濟南道         | |
| 第十區     | 桓台縣張店鎮 | 16006  | 三等   | 長山縣       | 今鄒平市東長山鎮                                                                 | 濟南道         | |
| 第十區     | 桓台縣張店鎮 | 16007  | 四等   | 桓台縣       | 今桓台縣駐地西新城鎮                                                             | 濟南道         | 清代為新城縣。因與吉林、直隸、江西、浙江、貴州等5省縣名重複，1914年1月改名耏水縣。因縣境烏河古名耏水，故名。同月再次改名。因縣署東有桓台，相傳齊桓王曾經駐於此，故名。                                                                                                |
| 第十區     | 桓台縣張店鎮 | 16009  | 五等   | 齊東縣       | 今鄒平市西北台子鎮                                                               | 濟南道         | |
| 第十區     | 桓台縣張店鎮 | 16012  | 三等   | 濟陽縣       | 今濟南市濟陽區駐地濟陽街道                                                       | 濟南道         | |
| 第十區     | 桓台縣張店鎮 | 16021  | 四等   | 博山縣       | 今淄博市博山區駐地城東街道                                                       | 淄青道         | |
| 第十區     | 桓台縣張店鎮 | 16027  | 六等   | 青城縣       | 今高青縣西青城鎮                                                                 | 武定道         | |
| 第十區     | 桓台縣張店鎮 | 16029  | 六等   | 高苑縣       | 今高青縣東南高城鎮                                                               | 淄青道         | |
| 第十一區   | 曹縣         | 16031  | 四等   | 金鄉縣       | 今金鄉縣駐地金鄉街道                                                             | 兗濟道         | |
| 第十一區   | 曹縣         | 16043  | 一等   | 曹縣         | 今曹縣駐地曹城街道                                                               | 菏澤道         | |
| 第十一區   | 曹縣         | 16044  | 二等   | 單縣         | 今單縣駐地北城街道                                                               | 菏澤道         | |
| 第十一區   | 曹縣         | 16056  | 五等   | 城武縣       | 今成武縣駐地文亭街道                                                             | 菏澤道         | |
| 第十二區   | 高密縣       | 16097  | 二等   | 昌邑縣       | 今昌邑市駐地都昌街道                                                             | 萊膠道         | |
| 第十二區   | 高密縣       | 16098  | 二等   | 膠縣         | 今膠州市駐地三里河街道                                                           | 萊膠道（駐地） | 清代為膠州直隸州直轄地，1913年2月改縣。1929年4月，劃出膠澳區以及25島為青島市區。 |
| 第十二區   | 高密縣       | 16099  | 二等   | 高密縣       | 今高密市駐地朝陽街道                                                             | 萊膠道         | |
| 第十二區   | 高密縣       | 16109  | 一等   | 諸城縣       | 今諸城市駐地密州街道                                                             | 萊膠道         | |
| 第十三區   | 掖縣         | 16088  | 一等   | 萊陽縣       | 今萊陽市駐地城廂街道                                                             | 東海道         | |
| 第十三區   | 掖縣         | 16093  | 三等   | 海陽縣       | 今海陽市駐地東村街道                                                             | 東海道         | |
| 第十三區   | 掖縣         | 16094  | 一等   | 掖縣         | 今萊州市駐地文昌路街道                                                           | 萊膠道         | 清代為萊州府附郭縣。 |
| 第十三區   | 掖縣         | 16095  | 一等   | 平度縣       | 今平度市駐地東閣街道                                                             | 萊膠道         | 清代為平度州，1913年2月改縣。 |
| 第十三區   | 掖縣         | 16100  | 一等   | 即墨縣       | 今青島市即墨區駐地通濟街道                                                       | 東海道         | |
| 第十四區   | 壽光縣       | 16025  | 六等   | 蒲台縣       | 今濱州市濱城區南蒲湖公園                                                         | 武定道         | |
| 第十四區   | 壽光縣       | 16028  | 四等   | 博興縣       | 今博興縣駐地博昌街道                                                             | 淄青道         | |
| 第十四區   | 壽光縣       | 16103  | 三等   | 臨淄縣       | 今淄博市臨淄區駐地稷下街道                                                       | 淄青道         | |
| 第十四區   | 壽光縣       | 16104  | 三等   | 廣饒縣       | 今廣饒縣駐地廣饒街道                                                             | 淄青道         | 清代為樂安縣。因與江西省縣名重名，1914年1月改名。漢置廣饒縣於此，故名。 |
| 第十四區   | 壽光縣       | 16105  | 六等   | 壽光縣       | 今壽光市駐地聖城街道                                                             | 淄青道         | |
| 第十五區   | 泰安縣       | 16014  | 一等   | 泰安縣       | 今泰安市城區                                                                     | 泰安道（駐地） | 清代為泰安府附郭縣。 |
| 第十五區   | 泰安縣       | 16015  | 五等   | 新泰縣       | 今新泰市駐地青雲街道                                                             | 泰安道         | |
| 第十五區   | 泰安縣       | 16016  | 二等   | 萊蕪縣       | 今濟南市萊蕪區駐地鳳城街道                                                       | 泰安道         | |
| 第十五區   | 泰安縣       | 16017  | 三等   | 肥城縣       | 今肥城市駐地老城街道                                                             | 泰安道         | |
| 第十五區   | 泰安縣       | 16036  | 三等   | 寧陽縣       | 今寧陽縣駐地文廟街道                                                             | 泰安道         | |
| 第十五區   | 泰安縣       | 16048  | 四等   | 蒙陰縣       | 今蒙陰縣駐地蒙陰街道                                                             | 瑯琊道         | |
| 第十六區   | 菏澤縣       | 16042  | 二等   | 菏澤縣       | 今菏澤市城區                                                                     | 菏澤道         | 清代為曹州府附郭縣。 |
| 第十六區   | 菏澤縣       | 16057  | 五等   | 定陶縣       | 今菏澤市定陶區駐地天中街道                                                       | 菏澤道         | |
| 第十六區   | 菏澤縣       | 16076  | 三等   | 濮縣         | 濮城集（今河南省范縣西南濮城鎮）                                                 | 菏澤道         | 清代為濮州，1913年2月改縣。1931年3月析濮縣河東六區置鄄城縣，治王堌集（今鄄城縣駐地陳王街道），1936年10月裁撤，併入。 |
| 第十六區   | 菏澤縣       | 16081  | 六等   | 范縣         | 今莘縣南古城鎮                                                                   | 菏澤道         | |
| 第十六區   | 菏澤縣       | 16091  | 六等   | 觀城縣       | 今莘縣西南觀城鎮                                                                 | 菏澤道         | |

## 行政區劃年表
| 山東省行政區劃年表                                                        |          |     |    |    |               | |
| 說明：「?」表示不能確定其發生年份或月份，故放於最有可能的一年內，詳見注釋 |          |     |    |    |               | |
| 西元                                                                      | 民國紀元 | 縣  | 市 | 局 | 其他          | 行政區劃變更 |
| 1912年                                                                    | 民國1年  | 96  |    |    | 10府 11州     | |
| 1913年                                                                    | 民國2年  | 107 |    |    |               | - 廢濟南府留歷城縣（?月） - 廢泰安府留泰安縣（?月） - 廢武定府留惠民縣（?月） - 廢兗州府留滋陽縣（?月） - 廢曹州府留菏澤縣（?月） - 廢沂州府留蘭山縣（?月） - 廢東昌府留聊城縣（?月） - 廢登州府留蓬萊縣（?月） - 廢萊州府留掖縣（?月） - 廢青州府留益都縣（?月） - 改濱州為濱縣（2月） - 改莒州為莒縣（2月） - 改濟寧直隸州為濟寧縣（2月） - 改臨清直隸州為臨清縣（2月） - 改高唐州為高唐縣（2月） - 改東平州為東平縣（2月） - 改濮州為濮縣（2月） - 改寧海州為寧海縣（2月） - 改平度州為平度縣（2月） - 改膠州直隸州為膠縣（2月） - 改德州為德縣（3月） |
| 1914年                                                                    | 民國3年  | 107 |    |    |               | - 新城縣改名耏水縣（1月） - 耏水縣改名桓台縣（1月） - 海豐縣改名無棣縣（1月） - 樂安縣改名廣饒縣（1月） - 蘭山縣改名臨沂縣（6月） |
| 1915年                                                                    | 民國4年  | 107 |    |    |               | |
| 1916年                                                                    | 民國5年  | 107 |    |    |               | |
| 1917年                                                                    | 民國6年  | 107 |    |    |               | |
| 1918年                                                                    | 民國7年  | 107 |    |    |               | |
| 1919年                                                                    | 民國8年  | 107 |    |    |               | |
| 1920年                                                                    | 民國9年  | 107 |    |    |               | |
| 1921年                                                                    | 民國10年 | 107 |    |    |               | |
| 1922年                                                                    | 民國11年 | 107 |    |    |               | |
| 1923年                                                                    | 民國12年 | 107 |    |    |               | |
| 1924年                                                                    | 民國13年 | 107 |    |    |               | |
| 1925年                                                                    | 民國14年 | 107 |    |    |               | |
| 1926年                                                                    | 民國15年 | 107 |    |    |               | |
| 1927年                                                                    | 民國16年 | 107 |    |    |               | |
| 1928年                                                                    | 民國17年 | 107 |    |    |               | |
| 1929年                                                                    | 民國18年 | 107 | 1  |    |               | - 析歷城縣置濟南市（10月） |
| 1930年                                                                    | 民國19年 | 107 | 1  |    | 1行政區       | - 國民政府收回威海衛，並置威海衛行政區（10月） |
| 1931年                                                                    | 民國20年 | 108 | 1  |    | 1行政區       | - 析濮縣置鄄城縣（3月） |
| 1932年                                                                    | 民國21年 | 108 | 1  |    | 1行政區       | |
| 1933年                                                                    | 民國22年 | 108 | 1  |    | 1行政區       | |
| 1934年                                                                    | 民國23年 | 108 | 1  |    | 1特區 1行政區 | - 成立臨冠邱特區（?月） |
| 1935年                                                                    | 民國24年 | 108 | 1  |    | 1特區 1行政區 | |
| 1936年                                                                    | 民國25年 | 107 | 1  |    | 1特區 1行政區 | - 鄄城縣併入濮縣（10月） |
| 1937年                                                                    | 民國26年 | 107 | 1  |    | 1特區 1行政區 | |
| 1938年                                                                    | 民國27年 | 107 | 1  |    | 1特區 1行政區 | |
| 1939年                                                                    | 民國28年 | 107 | 1  |    | 1特區 1行政區 | |
| 1940年                                                                    | 民國29年 | 107 | 1  |    | 1特區 1行政區 | |
| 1941年                                                                    | 民國30年 | 107 | 1  |    | 1特區 1行政區 | |
| 1942年                                                                    | 民國31年 | 107 | 1  |    | 1特區 1行政區 | |
| 1943年                                                                    | 民國32年 | 107 | 1  |    | 1特區 1行政區 | |
| 1944年                                                                    | 民國33年 | 107 | 1  |    | 1特區 1行政區 | |
| 1945年                                                                    | 民國34年 | 107 | 2  |    | 1特區         | - 改威海衛行政區為威海衛市（?月） |
| 1946年                                                                    | 民國35年 | 107 | 3  |    | 1特區         | - 析福山、牟平二縣置煙台市（2月） |
| 1947年                                                                    | 民國36年 | 107 | 3  |    | 1特區         | - 蒙陰縣改名靈甫縣（6月） |
| 1948年                                                                    | 民國37年 | 108 | 3  | 2  |               | - 析沂水、蒙陰、臨朐三縣置復興縣（6月） - 析蓬萊長山八島置東萊設治局（10月） - 改臨冠邱特區為臨冠邱設治局（?月） |
| 1949年                                                                    | 民國38年 | 108 | 3  | 2  |               | |

## 政府机构

### 省會
山東省會初治歷城縣（今濟南市城區）。濟南五三慘案發生後，1928年6月遷治泰安縣（今泰安市）。1929年5月遷回歷城縣，同年7月起治濟南市（今濟南市城區）。抗戰期間一度遷至魯中沂水縣南麻店（今属沂源县），抗戰勝利後遷回濟南市。1948年9月濟南失守，省政府寄治于青島市。1949年6月，隨著國軍撤離青島而裁撤。

### 省政府首長

#### 山東大總統 → 山東都督
- 孫寶琦

#### 山東軍政府 → 山東煙臺軍政分府都督
- 王傳炯

#### 山東軍政府都督
- 胡瑛

#### 山東都督府都督
- 張廣建
- 周自齊（余則達署）
- 靳雲鵬（代）
- 靳雲鵬（署）

#### 山東行政公署民政長
- 周自齊
- 田文烈
- 高景祺
- 蔡儒楷（龔積柄代）

#### 附：泰武將軍督理山東軍務
- 靳雲鵬

#### 附：濟武將軍督理山東軍務
- 張懷芝

#### 山東巡按使公署巡按使
- 蔡儒楷

#### 附：督辦山東軍務善後事宜
- 張懷芝
- 張樹元（代）
- 張樹元（署）
- 田中玉（署）
- 鄭士琦
- 張宗昌

#### 山東省長公署省長
- 孫發緒（署）
- 張懷芝
- 張樹元
- 沈銘昌
- 屈映光（署）
- 田中玉（署）
- 齊耀珊
- 田中玉（署）
- 韓國鈞
- 王瑚
- 熊炳琦
- 龔積柄（暫兼護）
- 龔積柄
- 張宗昌
- 林憲祖

#### 山東省政府主席
- 孫良誠（1928年5月 - 1929年4月）
- 石敬亭（代）（1928年5月 - 1928年10月）
- 陳調元（1929年5月 - 1930年9月）
- 韓復榘（1930年9月 - 1938年1月）
- 沈鴻烈（1938年1月 - 1941年12月27日）
- 牟中珩（1942年1月 - 1944年12月）
- 何思源（1945年1月 - 1946年11月）
- 王耀武（1946年11月 - 1948年11月）
- 秦德純（1948年11月 - 1949年3月）

### 引用
1. ↑  .   [2020-06-23]. （原始内容存档于2011-07-25）.
2. ↑  行政院戶口普查處編. 中華民國79年臺閩地區戶口及住宅普查報告. 臺北市: 行政院戶口普查處. 1992
3. ↑  山東軍區反攻戰役 的存檔，存档日期2011-12-12.
4. ↑  繼續奪取日偽軍控制的中小城鎮山東軍區部隊的作戰行動[永久]
5. ↑  记者：石其鹏、申红，编辑：王瑶. . 新华网，来源：人民网. 2012年9月19日  [2014-04-20]. （原始内容存档于2012-10-07） （简体中文）.
6. ↑  .   [2020-06-23]. （原始内容存档于2011-07-21）.
7. ↑  《國民政府公報》第309號，民國18年11月1日，第19頁
8. ↑  錢端升等：《民國政制史》下冊，第425頁。又，《內政年鑒》，第(B)138頁。
9. ↑  內政部方域司：《中華民國行政區域簡表》（第11版）第123頁。
10. ↑  內政部方域司：《中華民國行政區域簡表》（第11版），第123頁。
11. ↑  吳承湜：《近六十年全國郡縣增建志要附錄》，第79頁。
12. ↑  內政部方域司：《中國之行政督察區》，第35頁。又，《中華民國史地理志(初稿)》，第22頁。
13. ↑  歷史上的山東飛地——臨冠邱 網址：http://blog.sina.com.cn/s/blog_54bbd29a0100xwoj.html （页面存档备份，存于）
14. 1 2  《內務部改定各省重複縣名及存廢理由清單》
15. ↑  《內務部改定各省重複縣名及存廢理由清單》。
16. ↑   總統府公報 第122號 第二版。
17. ↑  《歷城縣志》，濟南出版社，1990年，第43頁
18. ↑  《內務部改定各省重複縣名及存廢理由清單》。又，謝觀：《各省區域沿革一覽表》，第79頁。
19. ↑  按：內務部職方司第一科：《全國行政區劃表》（民國3年），吳承湜：《近六十年全國郡縣增建志要》（附錄第79頁）均記載1914年1月改新城縣為桓台縣。疑曾有改新城縣為耏水縣的計劃，但實際上是將新城縣直接改名為桓台縣。
20. ↑  吳承湜：《近六十年全國郡縣增建志要附錄》，第97頁。
21. ↑  《國民政府公報》第747號，民國20年4月7日，第11頁
22. ↑  《國民政府公報》第2187號，民國25年10月27日，第11頁。按：《近六十年全國郡縣增建志要》（附錄，第95頁）作併入濮陽縣，似誤。